# Publius Sulpicius Rufus
Publius Sulpicius Rufus (ca. 121 - 88 v.Chr.) was een redenaar en staatsman van de Romeinse Republiek.

## Leven
Hij was legatus in 89 onder Gnaius Pompeius Strabo in de bellum sociorum en zou in 88 tot tribunus plebis worden verkozen.
Publius Sulpicius Rufus, hoewel geboren in de aristocratische gens Sulpicia, zou zich tijdens zijn tribunaat uitspreken voor Gaius Marius en de populares. Hij had vele schulden gemaakt en het schijnt dat Marius hem financiële hulp had beloofd indien Rufus ervoor zorgde dat Marius het bevel in de Mithridatische Oorlogen zou krijgen. Om de benoeming voor Marius te veilig te stellen, stelde Sulpicius een wet voor om het burgerrecht te verlenen aan de Italische bondgenoten en vrijgelatenen, die de oude kiezers zouden hebben overstemd. De meerderheid van de senaat verzette zich ten zeerste tegen deze voorstellen: een iustitium (opschorting van de publieke zaken) werd door de consuls afgekondigd. Maar Marius en Sulpicius deden een rel ontstaan en de consuls, die voor hun leven vreesden, trokken de iustitium terug in. De voorstellen van Sulpicius werden aangenomen als wet en, met de hulp van de nieuwe kiezers, droeg het bevel van Sulla over op Marius, op dat moment slechts een privates (privaat persoon), om de oorlog tegen Mithridates te voeren.
Sulla, die op dat moment in Nola was, marcheerde onmiddellijk op naar Rome. Marius en Sulpicius, die niet in staat waren weerstand te bieden, ontvluchtten de stad. Marius was in staat om naar Africa te ontsnappen, maar Sulpicius werd in een villa te Laurentum ontdekt en geëxecuteerd. Zijn hoofd werd naar Sulla gestuurd en tentoongesteld op het Forum Romanum, en zijn wetten ongedaan gemaakt.
Sulpicius schijnt oorspronkelijk een gematigde hervormer te zijn geweest, die gedwongen door de omstandigheden een van de leiders van de populares werd. Hoewel hij de turbulente tribunus plebis Gaius Norbanus had laten afzetten en weigerde het voorstel om gerechtelijke veroordelingen bij volksdecreet te herroepen, heeft hij niet geaarzeld om zich de wrok van de gens Julia op de hals te halen door zich te verzetten tegen de kandidatuur voor het consulaat van Gaius Julius Caesar Strabo Vopiscus, die nooit praetor was geweest, en daarom niet in aanmerking kwam voor het consulaat. Zijn voorstellen in verband met het verlenen van het burgerrecht waren, voor wat betreft de Italici, waren een noodzakelijke en gerechtigde maatregel, maar zij werden met geweld doorgedrukt.
Over Sulpicius als redenaar zegt Cicero het volgende: "Hij was veruit de meest waardige van alle redenaars die ik heb gehoord en, om zo te zeggen, de meest tragische; zijn stem was luid, maar tegelijkertijd zoet en helder; zijn gebaren waren vol van gratie; zijn taal was snel en vlot, maar niet overbodig of verward; hij probeerde Crassus te imiteren, maar ontbrak zijn charme". Sulpicius liet geen geschreven toespraken na, want die onder zijn naam zijn overgeleverd zijn door een zekere P. Canutius (of Cannutius) geschreven geworden. Sulpicius is een van de gesprekspartners in Cicero's De oratore.

## Antieke bronnen
- Appianus, Bell. Civ. I 47, 55-60.
- Cicero, Brutus, De oratore.
- Livius, Livius, LXXVI 2, LXXVII 1,3.
- Plutarchus, Sulla, Marius.
- Velleius Paterculus, II 9.2, 18.5-19.1.

## Verder lezen
- E.A.J. Ahrens, Die drei Volkstribunen. Ti. Gracchus, M. Drusus, und P. Sulpicius, Leipzig, 1836.
- A.W. Lintott, The Tribunate of P. Sulpicius Rufus, in CQ2 21 (1971), pp. 442-453.
- T.Mommsen, Römische Geschichte, IV, Berlijn, 1861, pp. 57-67.